# 歐登堡的埃利馬
歐登堡的埃利馬（德語：Elimar von Oldenburg，1844年1月23日—1895年10月17日），歐登堡大公奧古斯特的幼子，母親是瑞典的塞西莉亞。

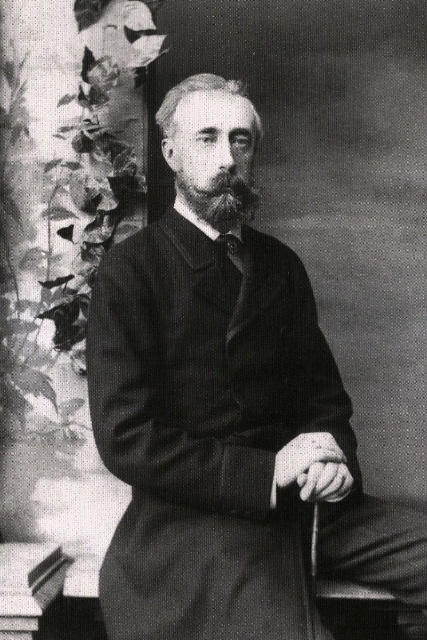

## 家庭
1876年，埃利馬和納塔莉·沃潔兒·馮·弗里森霍夫（Natalia Vogel von Friesenhof）結婚，兩人共有1子1女：
1. 亞歷山德琳（1877年—1901年）
2. 古斯塔夫（1878年—1927年）